# 천윈
천윈(중국어 간체자: 陈云, 정체자: 陳雲, 병음: Chén Yún, 1905년 6월 13일~1995년 4월 10일)은 중화인민공화국의 정치인(정치가)이다. 중국공산당 8대 원로의 한 사람이다.

## 생애
빈농의 가정으로 자랐으며, 초등학교를 졸업한 이후, 상하이 상무인서관에서 조판공의 견습공이 되었다. 5·30 사건이 발생한 1925년 중국 공산당에 입당했다. 장정과 쭌이 회의에 참가하는 등 오랜 당 경력을 가지고 있었다. 1930년 제6기 당 중앙위원회 제3차 전체회의(제6기 3중전회)에서 중앙위원 후보로 선출되었다. 1931년 1월, 제6기 4중전회에서 당 중앙위원에 선출되었고, 제12기까지 맡았다. 1934년 제6기 5중전회에서 중앙정치국 위원을 지냈다. 제2차 세계 대전이 끝난 이후, 구만주로 옮겨서 중앙북만분국(中央北滿分局) 서기와 중앙동북국(中央東北局) 부서기 그리고 동북민주연군(東北民主連軍) 부정치위원을 지냈다.
중화인민공화국 건국 이후, 정무원 부총리 겸 재정경제위원회 주임으로 재정과 경제 정책의 최고 책임자가 되었다. 천윈의 경제 정책은 시장 조절과 재정 수지 수급 균형을 중시하는 것으로 악성 인플레이션을 억제하여 물자 결핍의 해소를 정책 목표로 설정했다. 1953년부터 시작된 제1차 5개년 계획을 입안했다.
1954년, 정무원이 국무원으로 개편되면서, 국무원 상무부총리 자리에 올랐다. 그 후 상업부장과 국가기본건설위원회 주임을 겸했다. 1956년 제8기 1중전회에서 중앙위원회 부주석, 중앙정치국 상무위원으로 선출되었다. 마오쩌둥의 주도로 시작된 대약진 운동이 실패하자, 이를 시정하려고 노력했다. 그러나 이런 천윈의 정책은 마오쩌둥의 생각에 반하는 것이었다.
문화 대혁명이 시작된 1966년, 제8기 11중전회에서 중앙위원회 부주석에서 해임되었다. 같은 회의에서 정치국 상무위원 지위는 지킬 수 있었지만, 서열은 11위 중에서 최하위였다. 1969년에는 중앙위원에서도 격하되어 부총리 직무는 유명 무실한 상태가 되었다. 같은 해에 장시성 난창에 있는 공장으로 하방(下放)을 하게 된다. 1975년, 전국인민대표대회 상무위원회 부위원장으로 선출되었지만 실권에서는 멀어진 상태였다.
1978년, 덩샤오핑이 정치적으로 3번째 부활을 하였고, 천윈은 제11기 3중전회에서 당 부주석, 정치국 상무위원, 중앙기율검사위원회 제1서기로 복권되었다. 다음해 1979년에는 국무원 부총리로 임명된다.
1981년, 제11기 6중전회에서 “계획경제를 주로 하고 시장조절은 보조적인 수단으로 삼아야 한다”고 주장했다. 다음해 1982년에는 계획경제는 ‘새장’에 ‘시장’은 ‘새’에 비유하여, “새는 새장 안에 있어야 한다”라고 하여, “시장은 계획의 범위 안에서 이루어져야 한다”라는 ‘새장이론’ 또는 ‘조롱경제론(鳥籠經薺論)’을 밝혔다. 1985년에도 계획경제와 시장조절을 재차 주장했다. 천윈은 보수파 중진으로서 개혁개방론자 덩샤오핑과 대립하게 된다.
1987년, 덩샤오핑과 함께 정치국 상무위원을 물러나, 당 중앙고문위원회 주임이 되었지만, 당시에 인플레이션이 심해지고 있었기 때문에, 경제정책의 주도권이 개혁파에서 보수파로 바뀌었다. 특히 덩샤오핑이 후계자로 정한 후야오방과 자오쯔양이 연달아 실각한 것은 과도한 개혁 개방을 했기 때문으로 여긴 덩샤오핑이 보수파를 배려한 곳에서, 천윈의 존재감이 늘어갔다.
그러나 제2차 톈안먼 사건, 동서독 통일, 소비에트 연방의 붕괴 등으로 공산당 정부의 정당성에 대한 위기감이 증대함에 따라, 보수화되고 있던 장쩌민 정부에 대한 불만이 더해가고 있던 덩샤오핑이 1992년 구정 기간 동안의 남순강화 중에 천윈 등 보수파를 비판했다. 이 강화가 당에 전달되었고 단번에 형세는 역전되어, 개혁개방노선이 다시 활성화되었으며, 천윈은 “과거에 유효했던 방법은 이미 적용할 수 없게 되었다”라고 자신의 잘못을 인정하기에 이르렀다. 1992년 10월, 제14차 당대회의 당규약 개정으로 중앙고문위원회가 폐지되어 천윈은 은퇴했다.
1995년 4월 10일 89세의 나이로 서거했다. 평생동안 경제특구에는 한번도 발길을 옮기지 않았다고 전해진다.
고향 상하이시에 기념관이 있고 4A급 여유경구로 지정되어 있다.

## 가족
- 천윈은 1938년 자신의 개인 주치의였던 위뤄무(于若木)와 결혼했다. 위뤄무는 중화인민공화국 수립 후 중앙 재경위원회 전문가 연락실의 비서로 활동했고 국가과학기획위원회 연구원으로 일했다. 이후 영양학과를 수강해 영양학자 칭호를 받았고 중국 영양학회 명예이사, 건강학회 명회회장을 지냈다. 저서로는 <임신, 수유기 여성 영양 식단>, <학생영양> 등이 있다. 그녀는 2006년 2월 28일에 사망했다.

- 장녀 천웨이리(陈伟力, 1942년)는 중국 신기술 창업투자회사 부사장, 중국 국제기술지능협력회사 사장 겸 당서기 등을 역임했다. 현재 저장성 애심자선재단 이사장이다.

- 장남 천위안(陈元, 1945년)은 칭화대를 졸업하고 국가개발은행 이사장 겸 제12회 전국정협 부주석을 맡았다.

- 차녀 천웨이화(陈伟华. 1947년)는 베이징사범대학 부속실험중학과 베이징사범대학 역사학과를 졸업하고 모교인 베이징사범대학 부속실험중학에서 역사교사를 지냈다.

- 삼녀 천웨이란(陈伟兰, 1949년)은 전 국가행정학원 부원장이었다.

- 막내 아들 천방(陈方)은 현재 중산실업그룹 사장이다.